# Medicina veterinaria
La medicina veterinaria o albeitería, es la aplicación de la medicina en los animales. Se ocupa de la prevención, diagnóstico y tratamiento de enfermedades, trastornos y lesiones en animales. A quien se vuelve especialista en esta disciplina se le conoce como médico veterinario, médico veterinario zootecnista, médico cirujano veterinario (médica veterinaria, en femenino), o albéitar. El ámbito de la medicina veterinaria es amplio, y cubre todas las especies, tanto domésticas como silvestres. En algunos países de Hispanoamérica, el profesional que se dedica a la productividad agropecuaria se llama zootecnista siendo que esta profesión no es equivalente a la del médico. El profesional técnico se denomina técnico veterinario, tecnólogo veterinario o enfermero veterinario.

## Denominación profesional oficial
Denominación oficial para los médicos veterinarios en algunos países 
| País        | Título Profesional Universitario                    | Grado académico                                                    |
| ----------- | --------------------------------------------------- | ------------------------------------------------------------------ |
| Argentina   | Médico Veterinario / Veterinario                    | Licenciatura en Medicina Veterinaria / Licenciatura en Veterinaria |
| Bolivia     | Médico Veterinario Zootecnista /Médico Veterinario  | Licenciatura en Medicina Veterinaria y Zootecnia                   |
| Chile       | Médico Veterinario                                  | Licenciatura en Medicina Veterinaria                               |
| Colombia    | Médico Veterinario / Médico Veterinario Zootecnista | Profesional en Medicina Veterinaria                                |
| Costa Rica  | Médico Veterinario                                  | Licenciatura en Medicina Veterinaria                               |
| Ecuador     | Médico Veterinario Zootecnista                      | Médico Veterinario                                                 |
| El Salvador | Médico Veterinario Zootecnista                      | Licenciatura en Medicina Veterinaria y Zootecnia                   |
| España      | Médico Veterinario                                  | Título de Graduado en Veterinaria                                  |
| Guatemala   | Médico Veterinario                                  |                                                                    |
| México      | Médico Veterinario y Zootecnista                    | Médico Veterinario y Zootecnista                                   |
| Paraguay    | Veterinario                                         | Licenciado en Veterinaria                                          |
| Perú        | Médico veterinario / Médico Veterinario Zootecnista | Bachiller en Medicina Veterinaria y Zootecnia                      |
| Venezuela   | Médico Veterinario / Médico Veterinario Zootecnista |                                                                    |
| Panamá      | Médico Veterinario                                  |                                                                    |
| Uruguay     | Doctor en Ciencias Veterinarias                     |                                                                    |

## Etimología
Esta palabra tiene varios orígenes posibles; el más comúnmente reconocido es que esta palabra proviene del idioma latín culto. Veterinarius, según el escritor Catón, era el conocedor y practicante del arte de curar las veterinae o veterina, es decir, las bestias de carga. El nombre de estos animales parece proceder de vetus («viejo»), porque se trataría de animales envejecidos, y por ende no aptos ya para las carreras ni para los carros de guerra y solo útiles para el transporte. 
Otras fuentes afirman que veterina pudo nacer del verbo veho, vehere, de donde se derivaría vehículo, que significa precisamente transportar. 
Para los árabes está la palabra «albéitar» que hace referencia a la persona encargada de curar las patologías de los caballos, animales de importancia notoria para la cultura árabe. En Europa, los humanistas del siglo XVI recuperaron los vocablos «veterinaria» y «veterinario», que se denominaban en el mundo hispanohablante, respectivamente, albeitería y albeitar (alveitar en portugués), palabras obsoletas en la actualidad.

## Historia

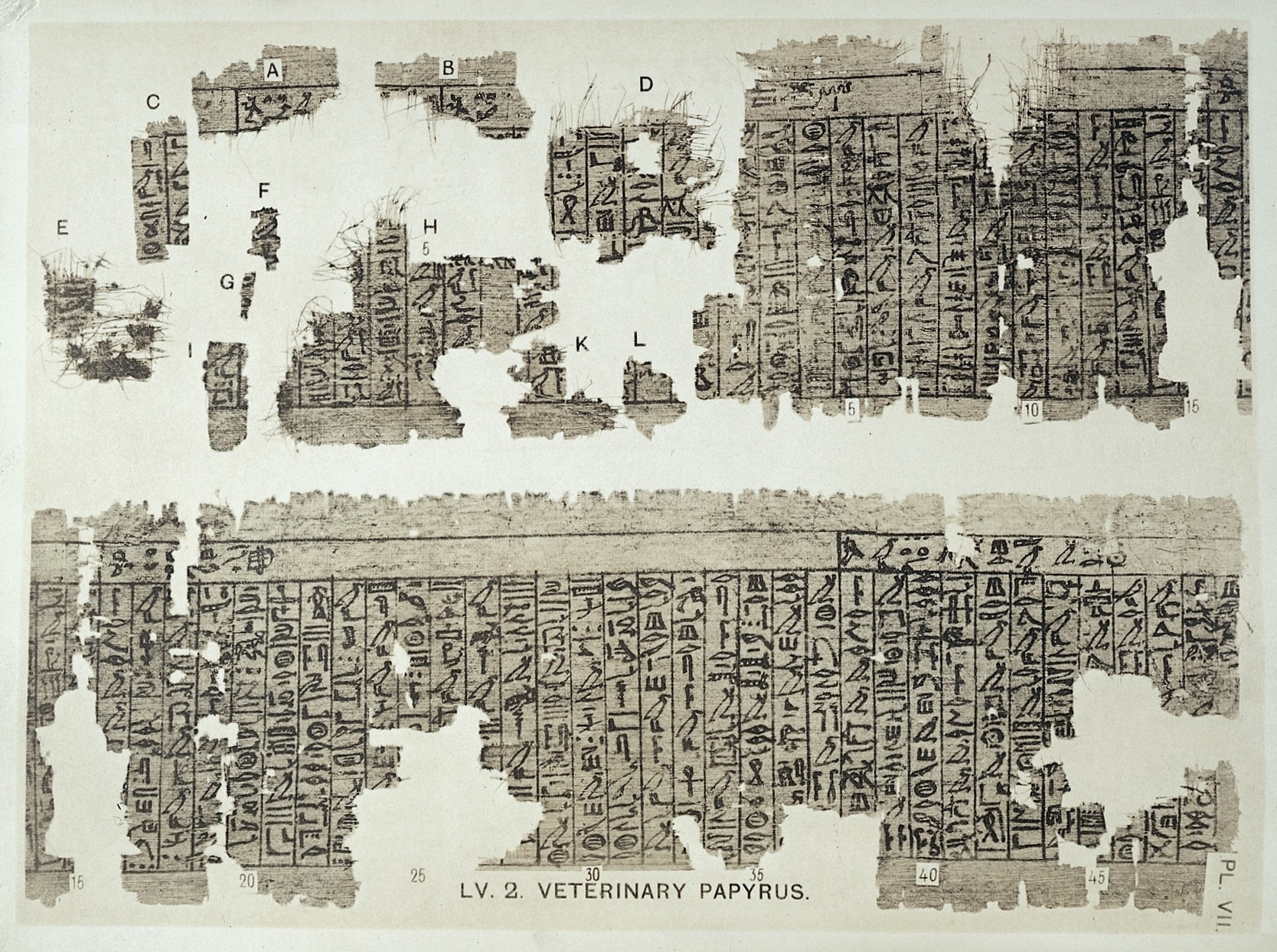
Papiros veterinarios del Antiguo Egipto. F.L. Griffith, Hieratic papyri from Kahun and Gurob.

Los papiros egipcios de Lahun (1900 a. C.) y la literatura vedas de la antigua India ofrecen uno de los primeros registros escritos sobre la medicina veterinaria. El emperador budista de la India, Aśoka, ordenó lo siguiente: «En todas partes del reino se harán dos tipos de medicamentos (चिकित्सा), medicina para las personas y la medicina para animales. Cuando no hubiese hierbas curativas para las personas y animales, se ordena comprarlas y sembrarlas».
Los primeros intentos de organizar y regular la práctica veterinaria tienden a centrarse en los caballos, debido a su importancia como medio de transporte y arma de guerra. Durante la Edad Media (año 1356), el alcalde de Londres, Henry Picard, preocupado por la mala calidad de la atención prestada a los caballos en la ciudad, pidió que todos los herradores que operan dentro de un radio de siete millas de la ciudad forman una «beca» para regular y mejorar sus prácticas. Esta última instancia condujo a la creación del Gremio de herradores en 1674.
El primer tratado completo sobre la anatomía de una especie no humana corresponde al libro Anatomia del Cavallo (Anatomía del caballo),  publicado por el italiano Carlo Ruini en el año 1598.

### Establecimiento de profesión

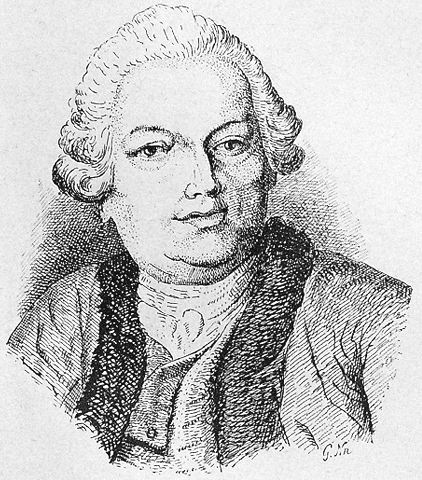
Claude Bourgelat estableció la primera facultad de veterinaria en la Universidad de Lyon en 1761.

La primera facultad veterinaria data del año 1761, siendo fundada por Claude Bourgelat como Escuela Nacional Veterinaria de la Universidad de Lyon. Poco tiempo después se fundan otras siguiendo este modelo en otros países de Europa, como la de Padua en 1765, Viena en 1768 o la de Turín en 1769.
En Alemania destacan las contribuciones de Johann Christian Erxleben a la medicina veterinaria moderna en Gotinga.
La Sociedad Agrícola Odiham fue fundada en 1783 en Inglaterra para promover la agricultura y la industria, jugó un papel importante en la fundación de la profesión veterinaria en Gran Bretaña. Thomas Burgess, miembro fundador de la sociedad, comenzó a asumir la causa del bienestar animal y tratamiento más humanitario de los animales enfermos. En una de las reunión de la Sociedad en 1785, se resolvió «promover el estudio de herraje con principios científicos racionales». El Real Colegio de Veterinarios del Reino Unido fue establecido por carta real en 1844.
La ciencia veterinaria alcanzaría mayoría de edad a finales del siglo XIX, con notables contribuciones de Sir John McFadyean, acreditados por muchos como el fundador de la investigación veterinaria moderna. En Estados Unidos, las primeras escuelas fueron establecidas en el siglo XIX en Boston, Nueva York y Filadelfia.

### Actualidad
Para el año 2021, la publicación QS Top Universities, indicaba que las diez mejores universidades del mundo en esta disciplina eran:
| N.º | Universidad                                              | País           |
| --- | -------------------------------------------------------- | -------------- |
| 1   | Real Colegio de Veterinaria de la Universidad de Londres | Inglaterra     |
| 2   | Universidad de California en Davis                       | Estados Unidos |
| 3   | Universidad de Utrecht                                   | Países Bajos   |
| 4   | Universidad de Cambridge                                 | Inglaterra     |
| 5   | Universidad de Cornell                                   | Estados Unidos |
| 6   | Universidad de Edimburgo                                 | Escocia        |
| 7   | Universidad de Guelph                                    | Canadá         |
| 8   | Universidad Estatal de Ohio                              | Estados Unidos |
| 9   | Universidad de Liverpool                                 | Inglaterra     |
| 10  | Universidad Estatal de Míchigan                          | Estados Unidos |

## Historia de la medicina veterinaria en Iberoamérica y la península ibérica

#### Argentina
En el año 1900 el rumor dentro del Ministerio de Agricultura inició a aparecer: una epizootia que afectaba a los bovinos se había declarado en el sur de la provincia de Buenos Aires. Por muchos días la aftosa ocupó la atención de los principales periódicos y, además de afectar gravemente desde entonces y por casi un siglo la economía nacional, dejó al desnudo las carencias en legislación, en policía sanitaria y en la pobre atención brindada a la formación de profesionales de una ciencia hasta entonces no muy valorada, la veterinaria.
Cuatro años más tarde, el panorama había mejorado en cierto aspecto gracias a la sanción de una ley de Policía Sanitaria, pero los controles sanitarios poco o nada habían cambiado. Consciente de tal situación, el ministro Wenceslao Escalante decide cambiar el propósito de la ley 4.174 (de 1903) que creaba una Estación Agronómica, Granja Modelo y Escuela Práctica de Agricultura en los terrenos de la "Chacarita de los Colegiales", ubicados en el oeste de la ciudad de Buenos Aires, para dar nacimiento ahora —por decreto del 19 de agosto de 1904— al Instituto Superior de Agronomía y Veterinaria.
Inaugurado el 25 de septiembre de 1904, el Instituto se debatió en sus primeros tiempos en un mar de incertidumbres creado principalmente por la prédica negativa de la prensa opositora al Gral. Roca. Este, justo es recordarlo, había ya inaugurado en 1883 el primer instituto de formación superior de veterinarios: la Escuela de Agronomía y Veterinaria y Haras de la provincia de Buenos Aires en Santa Catalina, más tarde trasladada a la ciudad de La Plata y transformada en Facultad de Agronomía y Veterinaria. 
El Instituto de la Chacarita, como se lo denominaba vulgarmente, había sido proyectado sobre terrenos inundables y que habían sido asiento de fábricas de ladrillos lo que lo hacían inapropiado para los cultivos y para colmo estaba alejado del centro de la ciudad siendo su acceso sumamente difícil.
No era poco para los adversarios políticos, que además se quejaban de que se había malgastado los fondos del erario en crear una escuela para formar veterinarios.
Su primer rector fue el químico y médico Pedro N. Arata, notable exponente intelectual de la generación del 80. Gran parte del plantel docente fue contratado en Europa, así por ejemplo vinieron, entre otros, de Italia los Dres. Godofredo Cassai, Ángel Baldoni y Salvatore Baldasarre; de Alemania, Kurt Wolffhugel; de Francia, Julio Lesage. Solamente un veterinario argentino integró el cuerpo de profesores en los primeros años: el Dr. Joaquín Zabala, quien más tarde fuera considerado el padre de los veterinarios argentinos.
A los dos años de funcionamiento la escuela contaba ya con una revista propia: los Anales del Instituto Superior de Agronomía y Veterinaria de la Nación. También había un Centro de Estudiantes, cuyo presidente era el futuro veterinario José Morales Bustamante.
A fines de 1908 egresó la primera promoción de graduados; más de treinta veterinarios se incorporaban así al quehacer nacional. Este fruto permitió apreciar la eficiencia y calidad de los estudios, por lo que el 10 de mayo de 1909 el Poder Ejecutivo incorporó al Instituto a la Universidad de Buenos Aires, dejando entonces de ser una dependencia del Ministerio de Agricultura. Al poco tiempo la Universidad dio su conformidad a este paso, pero dándole al Instituto categoría de Facultad. El rector Arata pasó a ser así el primer decano de la naciente Facultad de Agronomía y Veterinaria.
Hubo que esperar quince años hasta que se designara un decano que fuera un profesional de alguna de las dos carreras de la casa. Correspondió ese honor al veterinario Daniel Inchausti que ejerció el decanato en el período 1924-1927.
Hasta 1912 los ingresantes a la carrera de veterinaria siempre fueron mayoría sobre los de agronomía, pero a partir de 1913 la tendencia cambió abruptamente, llegando en algunos años los inscriptos en agronomía a cuadruplicar a los de veterinaria. Este fuerte desnivel fue fermento de ciertos conflictos en el manejo del presupuesto, los que se agudizaron desde mediados del siglo. Así las cosas en 1972 la situación se tornó insostenible para la carrera de veterinaria y después de un traumático proceso —que incluyó marchas por la ciudad, la suspensión de las clases y una huelga de hambre— se logró la sanción de la ley 19.908 del 23 de octubre de 1972 que dio nacimiento a la Facultad de Ciencias Veterinarias. La separación se hizo efectiva desde el primer día del año siguiente y fue el primer decano el Dr. Guillermo C. Lucas.

#### Brasil
El primer uso registrado de terapia regenerativa con células madre para tratar lesiones en un animal salvaje ocurrió en 2011 en Brasil. En esa ocasión, el Jardín zoológico de Brasilia usó células madre para tratar a una loba de crin que había sido atropellada por un automóvil, que luego fue devuelta completamente recuperada a la naturaleza.

#### México
La escuela veterinaria en México surge el 17 de agosto de 1853 por el decreto 4001, expedido por el entonces presidente de la República Mexicana, Antonio López de Santa Anna. Esta escuela pertenecía al Colegio Nacional de Agricultura, siendo la primera escuela de medicina veterinaria de su género en México y en el continente. Durante esa época el Rector del Colegio Nacional de Agricultura era José María Arreola.
En el decreto del presidente Santa Anna se estableció además que después de seis años desde la creación de la carrera no se permitiría la práctica veterinaria a quien no hubiese obtenido el título correspondiente (Artículo decimotercero), el cual era otorgado por el Colegio Nacional de Agricultura, aunque tuvieron que pasar diez años desde la creación de la escuela hasta el egreso de los primeros estudiantes debido a diversas vicisitudes.
La duración de la carrera de veterinario sería de cuatro años, los cuales serían cursados después de la educación secundaria. Durante aquella época la educación veterinaria en México y en el mundo estaba casi totalmente encaminada hacia la medicina equina, debido a la importancia de este animal tanto en el aspecto militar como en el económico, de tal forma que no es una sorpresa que las asignaturas del primer plan de estudios estuvieran encaminadas hacia esta especie.
En la elaboración del plan de estudios de la carrera, la mayor parte se le atribuye al ilustre militar y veterinario francés Pascal Eugène Bergeyre, egresado de la Escuela Nacional de Veterinaria de Tolsa, el cual además fungía como el médico encargado de las caballerizas del Presidente de la República. De acuerdo con Eugène Bergeyre "las cátedras se imparten basándose en textos extranjeros correspondientes a las enseñanzas de las escuelas europeas de medicina veterinaria y principalmente las francesas". Principalmente, el libro de Philippe Etinne Lafosse Cours d' Hippiatrique, ou Traité de la médicine des chevaux fue la piedra angular en el principio de la educación veterinaria en México, de la que se conserva un ejemplar original en la Biblioteca MV José de la Luz Gómez en la actual Facultad de Medicina Veterinaria y Zootecnia de la UNAM.
El plan de estudios para la carrera de veterinaria en 1853 estaba compuesto por las siguientes materias: En el primer año, lección alternada de zoología y dibujo anatómico, lección diaria de química, lección diaria de inglés, ejercicios de equitación y manipulaciones químicas; en el segundo año, lección diaria de anatomía y fisiología hipiátricas y a fin de año, curso comprendido de higiene hipiátrica, natación e inglés; en el tercer año, lección diaria de patología interna y externa hipiátricas, lección diaria de clínica interna y externa hipiátricas, práctica anatómica y patológica hipiátrica, lección diaria de idioma alemán; en el cuarto año, lecciones diarias de operaciones terapéuticas, lecciones alternadas de los principios de economía rural y práctica de herrajes, lección diaria de idioma alemán.
Las labores académicas preparativas iniciaron el 22 de febrero de 1854, en el antiguo hospicio de San Jacinto, el cual se encuentra ubicado en la actual Calzada México - Tacuba.
Los profesores del colegio de San Jacinto de acuerdo a un siguiente decreto establecido el 4 de enero de 1856 por el entonces presidente Ignacio Comonfort propusieron como director del Colegio Nacional de Agricultura al eminente médico cirujano y científico Leopoldo Río de la Loza, el cual había sido presidente de la Academia de Medicina, para iniciar finalmente las actividades académicas.
Además, este decreto declaraba que la enseñanza veterinaria estuviera orientada a la formación de mariscales veterinarios, para la cual se cursaban tres años de estudios y por otra parte, la formación de los profesores de veterinaria duraría cinco años.
Para el inicio de las clases, las cátedras de anatomía y fisiología serían impartidas por Ignacio Alvarado (considerado el iniciador de la fisiología experimental en México y médico de cabecera Don Benito Juárez) mientras que las relacionadas con la Medicina Veterinaria eran impartidas por Eugène Bergeyre.
Será hasta el año de 1857 que ingresarían a la carrera de medicina veterinaria los primeros siete alumnos, iniciando los cursos formalmente el 9 de abril de 1858.
Estos alumnos fueron José de la Luz Gómez, José E. Mota, Manuel y Mariano G. Aragón, José María Lugo, Narciso Aguirre e Ignacio Salazar. Desgraciadamente se suscitaba la Guerra de Reforma desde el 17 de diciembre de 1857, la cual causaría complicaciones para la enseñanza veterinaria y para el colegio de San Jacinto, ya que este fue utilizado como cuartel.
Sería durante enero de 1861, que el presidente Benito Juárez entraría a la Ciudad de México, y a los pocos días retiró de su cargo al Dr. Río de la Loza, mismo que fue sustituido por Juan N. Navarro, un médico militar originario de Michoacán. El Sr. Navarro dirigiría la escuela desde 1861 a 1867.

#### Chile
Su enseñanza en Chile comienza de forma estable y definitiva el 1 de mayo de 1898 por parte del Ejército de Chile, mediante los cursos de Veterinaria Militar, con una duración de 3 años. Luego, en 1905 se creó la Escuela Militar de Veterinaria.
La enseñanza de la profesión paso de lo militar a lo civil el 10 de noviembre de 1915, mediante decreto Supremo N.º 1853 que crea en la Escuela de Medicina Veterinaria Civil, en dependencias de la Quinta Normal de Agricultura.
La Universidad de Chile fue la primera casa de estudios superior en dictar la carrera en dicho país, el 12 de abril de 1928, al fundar la primera Facultad de Ciencias Veterinarias y Pecuarias del país.
En el año 2023 catorce universidades chilenas impartían la carrera, nombradas desde la más antigua a la más reciente en ofrecer la carreraː Universidad de Chile (1928), Universidad Austral (1955), Universidad de Concepción (1972), Universidad Santo Tomás (1990), Universidad Mayor (1991), Universidad Católica de Temuco (1993), Universidad de las Américas (2000), Universidad de Viña del Mar (2002), Universidad San Sebastián (2002), Universidad Andrés Bello (2004), Universidad del Alba (2004), Universidad de O'Higgins (2018), Pontificia Universidad Católica de Chile (2020) y Universidad Bernardo O'Higgins (2020). 
Las universidades que dictan la carrera forman parte de la Asociación de Facultades y Escuelas de Ciencias Veterinarias de Chile.  
La extinta Universidad Regional San Marcos dictó la carrera entre los años 2004 y 2011.
La Universidad Iberoamericana de Ciencias y Tecnología, hoy cerrada, dicto la carrera entre los años 1991 y 2021. La La Universidad del Pacífico  se encuentra en proceso de cierre programado para el año 2022.

#### España
En las legiones romanas de la provincia de Hispania existían profesionales de la medicina animal llamados medicus equarius («médicos de caballos»), que atendían los veterinarium («hospitales veterinarios»), en los castrum («campamentos romanos»).
En 1489, a Fernando de Palencia las cortes le nombran herrador y albéitar de la casa del príncipe don Juan, con la misma categoría que los oficiales de escuadrones y tercios. Fernando de Palencia es considerado el primer veterinario militar oficial de España y del mundo.
En la época de Felipe II, los mariscales («veterinarios») acompañaban a los Tercios reales. Consta que en 1661 los mariscales tenían un texto excelente que indicaba cómo tratar y curar las heridas de arcabuz de los caballos.
La Facultad de veterinaria de Madrid fue fundada en el siglo XIX por Real Orden de 6 de agosto de 1835, a partir de la Escuela de Veterinaria de Madrid, que había sido creada en 1792.

#### Argentina
La enseñanza de la Veterinaria en Argentina, comienza en el Partido de Lomas de Zamora, de la provincia de Buenos Aires, por decreto provincial de la Legislatura de la provincia de Buenos Aires sancionó el 13 de septiembre de 1881 la Ley 1.424, en la que disponía la creación de una Casa de Monta y Escuela de Veterinaria que se establecería junto a la Escuela Práctica de Agricultura de Santa Catalina. Esta escuela dio origen a la Facultad que, de este modo, fue la primera en su tipo de todo América del Sur.

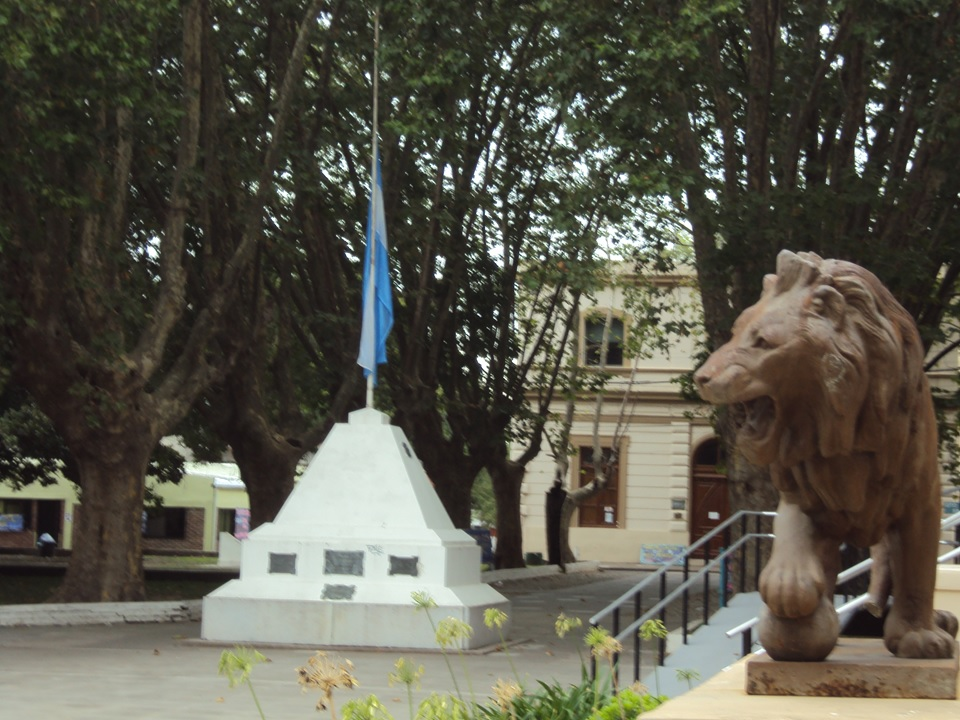
Pasillo central de la Facultad de Ciencias Veterinarias de la Universidad Nacional de La Plata.

En agosto de 1882, había cinco profesores belgas —el ingeniero civil Camilo Gillet, el ingeniero agrónomo Gustavo André y los veterinarios Carlos Lambert, Carlos Tombeur y Desiderio Bernier— y uno francés —el ingeniero agrónomo Julio Frommel—, que serían los fundadores del Instituto. La Escuela de Agronomía y Veterinaria y Haras de la Provincia de Buenos Aires abrió sus puertas el 6 de agosto de 1883 (día en que se conmemora en nuestro país el inicio de los estudios veterinarios) y posteriormente tomó la denominación de Instituto Agronómico Veterinario de Santa Catalina. Dependiendo del Ministerio de Gobierno de la provincia de Buenos Aires.
Fue así como, el 25 de septiembre de 1985, que el Doctor Joaquín Víctor González, gracias a la ley 4.699, concibió la idea de organizar una nueva universidad, de carácter científico y experimental, en la que se desarrollara ampliamente la investigación científica y se impartieran las enseñanzas primaria y secundaria, también de carácter experimental. La iniciativa del entonces responsable de la cartera de Justicia e Instrucción Pública respondía a su preocupación por los problemas de organización universitaria. Abocado a la búsqueda de un lugar para impulsar su proyecto, Joaquín González centró su mirada en la Universidad provincial que funcionaba en La Plata, observando las principales casas de estudio que existían en esa época y que pudieran dar lugar a la institución soñada durante la presidencia de Manuel Quintana. Cabe destacar que el 12 de agosto del mismo año se firmó un convenio ad referéndum entre la Nación y la provincia para la creación de la Universidad Nacional.
El 1 de enero de 1921 queda constituir la Facultad de Veterinaria como entidad autónoma. Esta medida significaba la separación de la de Agronomía tomando en cuenta la misión híbrida de ambas instituciones, las que persiguen fines completamente diversos.
En Argentina se encuentran en las diferentes Universidades Nacionales que dictan la carrera de Veterinaria, Universidad Nacional de la Plata (UNLP), Universidad de Buenos Aires (UBA), Universidad Nacional de La Pampa (UNLPam), Universidad Nacional de La Rioja (UNLaR), Universidad Nacional de Río Cuarto (UNRC), Universidad Nacional de Río Negro (UNRN), Universidad Nacional de Rosario (UNR), Universidad Nacional de Tucumán (UNT), Universidad Nacional de Villa María (UNVM), Universidad Nacional del Centro de la Provincia de Buenos Aires (UNCen), Universidad Nacional del Litoral (UNL), Universidad Nacional del Nordeste (UNNE), Universidad Nacional de Entre Ríos (UNER).
Dentro de la formación de la medicina veterinaria en la República Argentina se encuentran además de las Universidades Nacionales, varias Universidades privadas que dictan el curso de medicina veterinaria como: Universidad del Salvador (USAL), Universidad Católica de Córdoba (UCCOR), Universidad Católica de Cuyo - Sede San Luis (UCCYYOSL), Universidad Católica de Salta (UCASAL), Universidad Juan Agustín Maza (UMAZA).

## Roles dentro de la medicina veterinaria

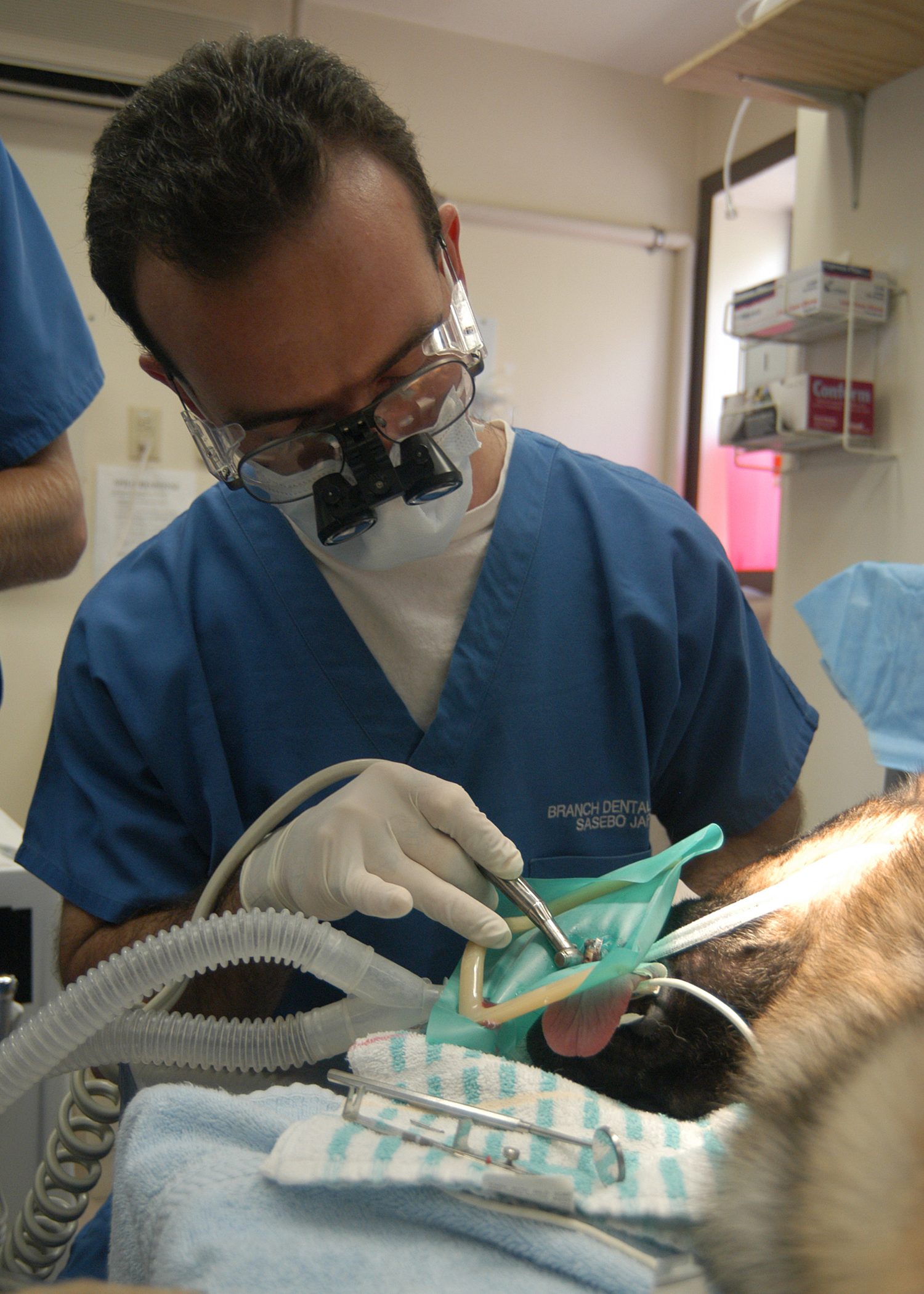
Médico veterinario durante procedimiento dental a un perro.

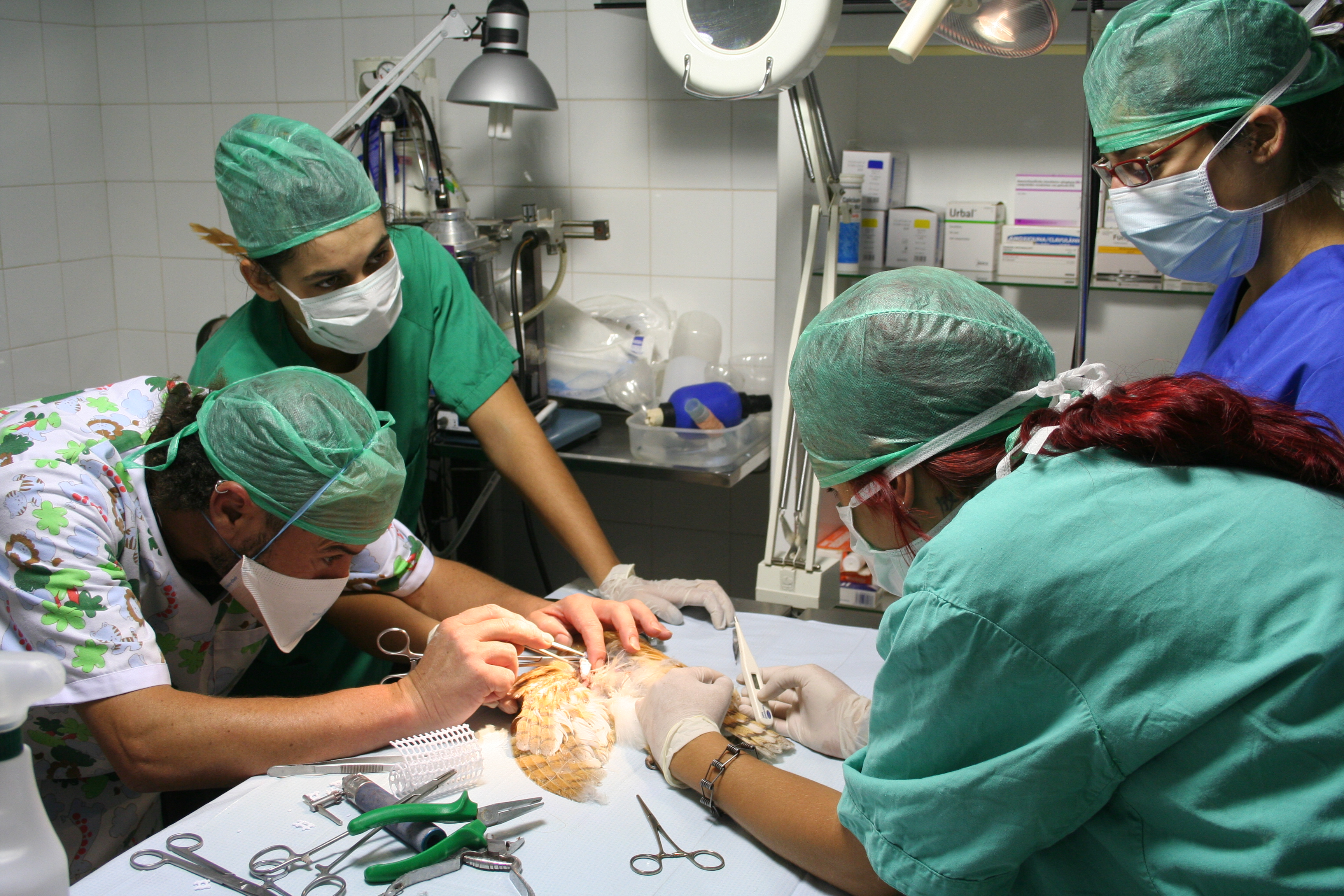
Cirugía realizada por un médico veterinario, asistido por técnicos veterinarios.

### Veterinario o médico veterinario
El médico veterinario (conocido también como médico cirujano veterinario), es aquel profesional universitario encargado de la salud animal, con estudios equivalentes a una licenciatura  o grado (en España). El rol profesional es el equivalente de un médico en humanos. En la lengua española, también se denomina doctor a estos profesionales de la salud, aunque no hayan obtenido el grado académico de doctorado.
Entre las funciones que realiza el médico cirujano veterinario se destacan el diagnóstico y tratamiento de la patología de los animales no humanos, mejorar el rendimiento animal y la ganadería productiva, vigilar la fabricación y puesta en circulación, así como su estado, de los productos alimenticios de origen animal destinados al consumo humano (bromatologia), la epidemiología y salud pública, la investigación y la docencia. Cada casa de estudios sugiere un plan de estudio particular de la Universidad que dicta la carrera es por ello que es posible encontrar diversas orientaciones, descripción de roles y alcances del título según la Universidad que se consulte.
El médico veterinario puede necesitar la asistencia de ayudantes o técnicos veterinarios para llevar a cabo tareas inherentes a la profesión, ya que son ellos los encargados de ejecutar las indicaciones médicas de la forma correcta para con los pacientes en tratamiento y generar la relación profesional con los propietarios de los pacientes.
El médico veterinario desempeña varios campos ocupacionales en la salud pública y animal. Entre los que se detallan son: Diagnosticar, prevenir y tratar enfermedades de los animales de compañía (gato, perro, equinos entre otros), de producción (bovinos, ovinos, caprinos, suinos, etc.) y de la fauna silvestre (lobos marinos, focas, tortugas, etc.). Además de dirigir, organizar, planificar y asesorar establecimientos parques zoológicos, ecoparques, reservas privadas, municipales, provinciales o nacionales, en la preservación de fauna autóctona y exótica, en repuesta de preservar las especies que se encuentran en extinción.

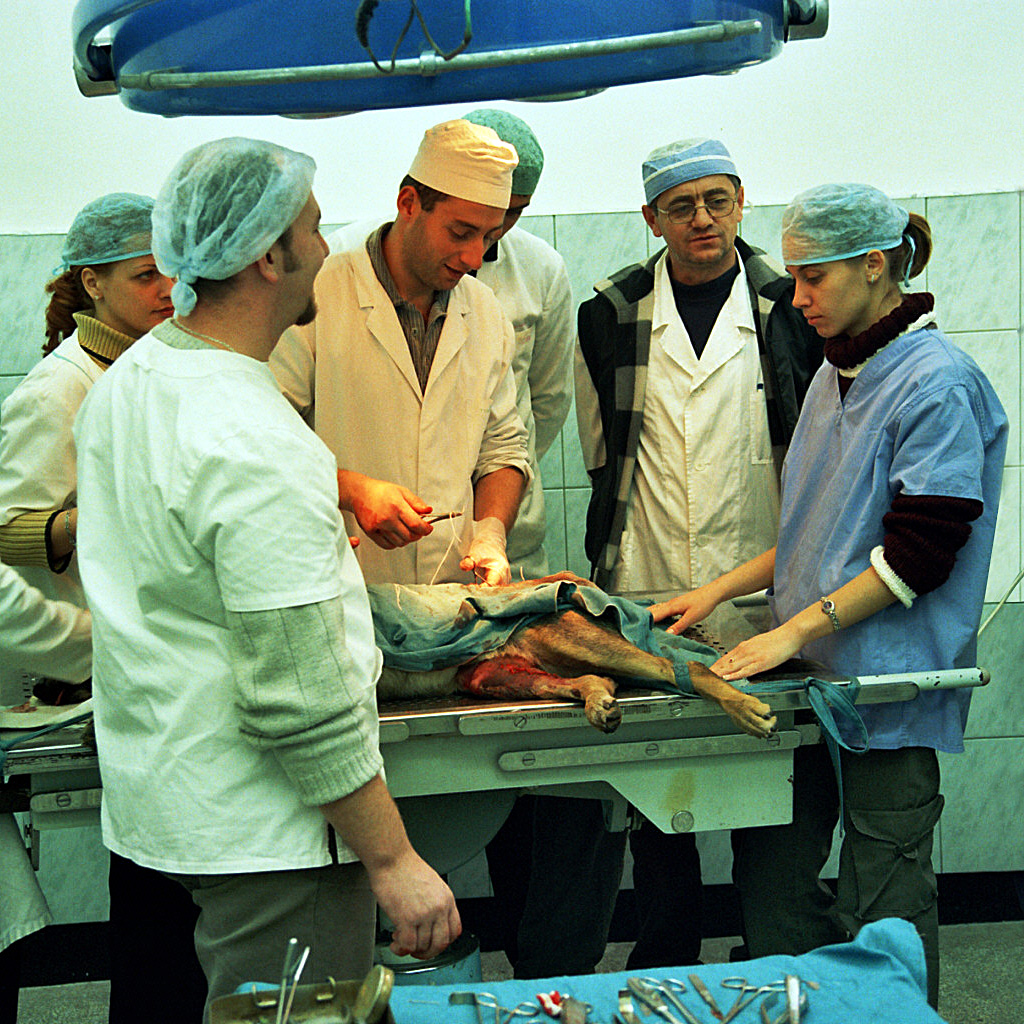
Equipo de médicos veterinarios en una intervención quirúrgica.

Además el médico veterinario tiene que desempeñarse profesionalmente ante sus pacientes, respetando los marcos éticos, socioculturales de las sociedades, siempre pensando en el bienestar animal, desempeñarse dentro de las normas legales. Con los conocimientos adquiridos durante el desarrollo de la carrera de medicina veterinaria, el alumno de la carrera durante la enseñanza-aprendizaje, incorporara habilidades para poder desempeñarse también en los conocimientos agroalimentos manufacturados y terminados para el consumo humano, diseñando, gestionando, realizando controles de calidad, en las diferentes industria de la producción alimenticia (frigoríficos de vacunos, pollos, etc., además de la producción avícola) y fundamentalmente en la determinación higiénico sanitario.
Uno de los objetivos principales es tener una formación de grado de alta calidad, poder trabajar en equipos multidisciplinarios, conocimientos científicos y realizar servicios de extensión universitaria.

### Técnico veterinario
El técnico veterinario es el profesional calificado para colaborar en la administración de clínicas de mascotas y planteles pecuarios a pequeña y mediana escala, siempre bajo la supervisión de un veterinario o médico veterinario. Su papel es fundamental para el desarrollo de la profesión; ya que sobre ellos recae la responsabilidad de asistir y apoyar los procedimientos médicos. Para obtener este título es necesario cursar la carrera de Técnico de nivel Superior en Veterinaria con al menos 3 años de estudio.